# Tomoko Sasaki
Pour les articles homonymes, voir Sasaki.
Tomoko Sasaki (佐々木 知子, Sasaki Tomoko), née le 2 mars 1955, est une femme politique japonaise, représentant le Parti libéral-démocrate à la Chambre des conseillers du Japon. Elle rejoint le gouvernement Koizumi I en 2003, au poste de secrétaire parlementaire chargée de la Santé, du Travail et des Affaires sociales.

## Jeunesse et carrière pré-électorale
Sasaki naît le 2 mars 1955. Elle effectue ses études de droit à l'université de Kobe, dont elle obtient le diplôme en 1978. Elle passe le barreau en 1980, après avoir travaillé deux ans dans la mairie d'Akashi, dans la préfecture de Hyōgo. Elle devient procureure, puis avocate, en 1998.
Elle développe également une carrière littéraire, sous le pseudonyme de Rei Matsuki (松木 麗, Matsuki Rei), et remporte plusieurs récompenses, dont le prix Seishi Yokomizo.

## Carrière électorale
Sasaki commence sa carrière politique en 1998, alors qu'elle se présente sous l'étiquette du Parti libéral-démocrate aux élections à la chambre des conseillers du Japon de 1998 (en), sur la liste de la circonscription proportionnelle nationale. Elle est élue à l'issue de ce scrutin, et fait son entrée à la Diète du Japon.
À cette occasion, elle rejoint plusieurs commissions de la Chambre des conseillers, jusqu'à diriger en 2001 la commission sur les questions financières et la revitalisation économique. La même année, elle prend la tête du bureau des femmes du PLD. En 2003, elle est nommée dans le gouvernement Koizumi I, au poste de secrétaire parlementaire chargée de la Santé, du Travail et des Affaires sociales.

## Carrière post-électorale
Sasaki ne se représente pas aux élections à la Chambre des conseillers du Japon de 2004, et décide de se concentrer sur sa carrière d'avocate,,.
En 2019, elle rejoint le conseil d'administration de la société japonaise Lotte (ja), spécialiste dans les confiseries.

## Prises de positions
Sasaki se déclare très favorable aux tentatives de changer la loi japonaise qui impose aux conjoints de porter le même nom,. Elle est impliquée dans la lutte anti-corruption, et critique durement les scandales de corruption et de détournement de fonds qui touchent le PLD en 2023.
Sasaki est favorable à la peine de mort, qu'elle défend ardemment.